# François Du Bois
 (mars 2023).
François Du Bois est un compositeur et virtuose du marimba. Il est également enseignant, éditorialiste et écrivain.

## Débuts musicaux
Il débute la musique à 8 ans, puis en fait son métier à l'âge de 17 ans. Entre ses 16 et 26 ans, François Du Bois partage sa vie entre une carrière de percussionniste d'orchestres symphoniques et celle de musicien de jazz comme batteur. En classique, il travaille avec Lorin Maazel, Olivier Messiaen, Mstislav Rostropovich et d'autres. En jazz, il collabore avec Richard Galliano, Trilok Gurtu, Dominique Di Piazza, Abbey Lincoln… 

### Le détour
À 20 ans, insatisfait de son niveau musical, il part séjourner en Afrique, au Burkina Faso, pour se perfectionner. Durant cette année il attrape la malaria mais en guérit. Sa formation sera complétée quelques années plus tard par celui qu’il considère comme son maître : Ray Lema, compositeur et chanteur africain, créateur du Ballet National du Zaïre (aujourd’hui République Démocratique du Congo).

## Carrière de marimbiste et compositeur

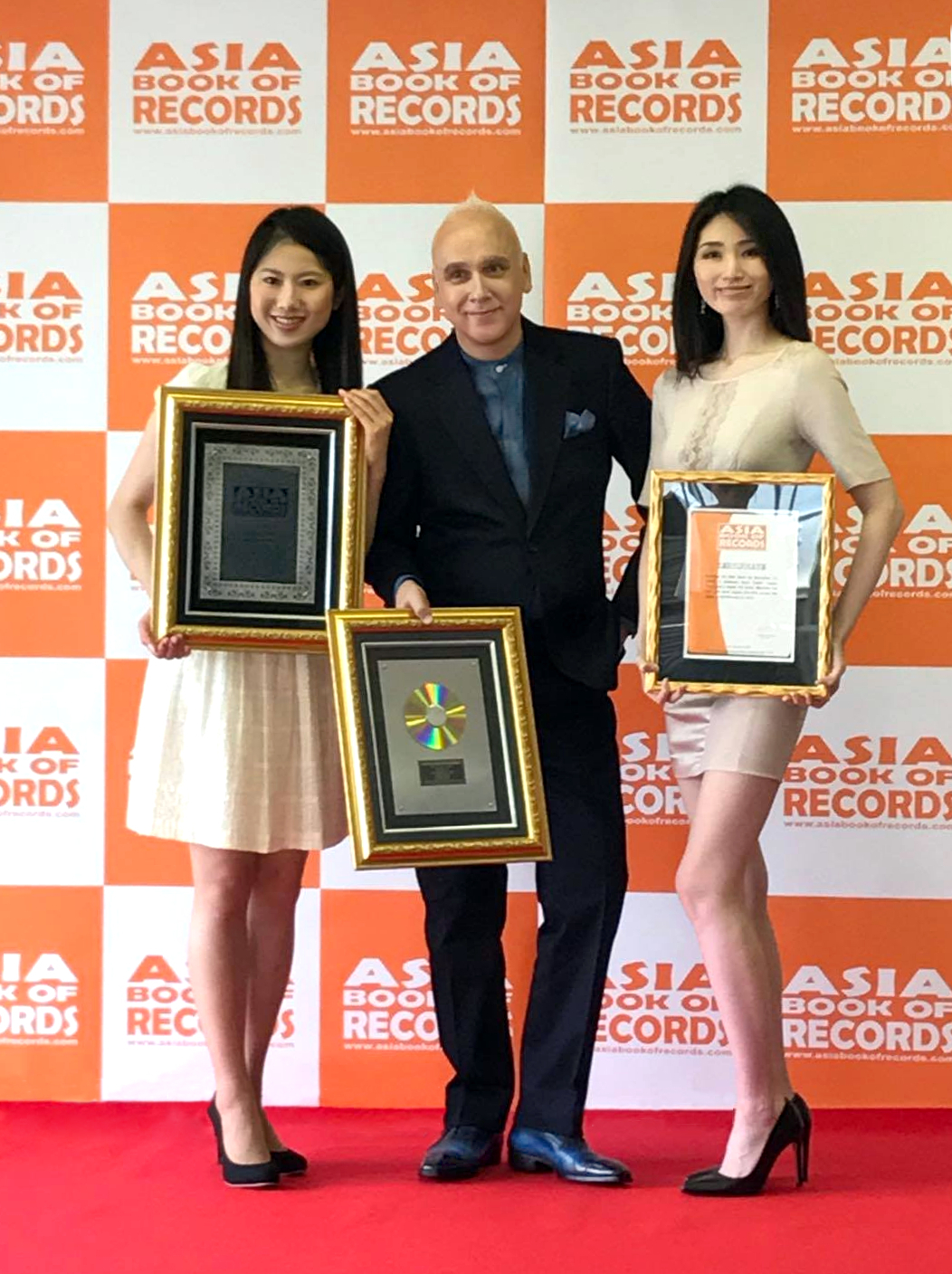
Francois Du Bois World Record Ceremony. Tokyo, June 2017.

Duo avec la violoniste canadienne Hélène Collerette (aujourd'hui 1re soliste de l'Orchestre Philharmonique de Radio France). Duo avec la violoniste australienne Jane Peters (Prix Tchaïkovski), tournées en Allemagne. "Le violon et le marimba au sommet!" titre le journal « Mainzer Rhein-Zeitung» du 8 décembre 1990. Duo avec le pianiste Ludovic Selmi, tournées en Europe et au Japon. Le duo collabore entre autres avec Les Tambours du Bronx. La formation se sépare et François Du Bois se concentre alors sur la composition et l’enregistrement de CD.

### D’autres duos créés par François Du Bois
- Marimba/Hautbois - Avec François Leleux, concertiste, ancien soliste de l’Orchestre symphonique de la Radiodiffusion bavaroise (Dir. Lorin Maazel).
- Marimba/Clarinette – Avec Patrick Messina, concertiste, soliste de l’Orchestre National de France (Dir. Kurt Masur).
- Marimba/Violoncelle – Avec Henri Demarquette, concertiste.
- Marimba/Shakuhachi – Avec Hozan Yamamoto, concertiste, professeur à l’Université Nationale d’Art et de Musique de Tokyo.
- Marimba/Violon – Avec Jean-Marc Philipps-Varjabédian, concertiste. Etc.

En 1998, il quitte Paris pour Tokyo probablement poussé par l’envie de découvrir d’autres horizons musicaux. Il est invité par l'Université Keio qui forme une grande partie des politiciens, dirigeants et hommes de loi du pays où une classe de composition lui est ouverte dans le campus de Sciences Politiques. La même année, il crée l'Orchestre d'autre part, ensemble formé de 14 musiciens marimbistes et joueurs de taiko. Keiko Abe lui présente deux de ses anciennes élèves avec qui il enregistre un disque référence : Origine. NHK lui consacre alors une émission de grande écoute Studio Park, spécial François Du Bois (30 minutes, 10 millions de téléspectateurs).
En 2013, François Du Bois compose un double album. Il l'enregistre en octobre de la même année, au temple bouddhiste Meguro Fudoson, accompagné des moines. Leur collaboration aboutit à un nouveau son pour une méditation stimulante. La musique est créée en inspiration des concepts chinois “Liu Zi Jue” ou “Medita Music”. En septembre 2014, Columbia Records produit le double CD intitulé Dive Into Silence.
En juin 2017, "Dive into Silence - Eclaircie" établit un nouveau record du monde pour le CD de marimba le plus vendu (certifié par le Asian Book of Records pour 80,300 copies vendues).
Son second album de "Medita Music" Gunung Kawi est produit en exclusivité pour les lecteurs de son livre "la Science de la Composition" publié en septembre 2019 par la collection scientifique Bluebacks des éditions Kodansha. Ce livre devient un best-seller .
Il compose la musique du long métrage "La Traversée", qui obtient une mention spéciale dans la section Perspectives du festival FESPACO 2021.
En 2022 il sort son nouveau livre dans la collection scientifique Bluebacks des Éditions Kodansha : "La science des instruments de musique" (multiples éditions). La même année sort l'album : "La légende de la forêt" , quatuor de compositions originales pour méditation. Source d'inspiration : les forêts habitées par les Tengu.

## Prix et distinctions
- 1er Prix de percussion de la ville de Paris à l'unanimité du jury[10]
- Lauréat de la Fondation de France[10],[11]
- Palmes académiques: médaille d'or de la musique décernée au Palais du Sénat en 1993 (placée sous le haut patronage du Président de la République) [12]

## Méthode de marimba
François Du Bois est l'auteur d'une méthode complète de marimba en 3 volumes : "Le marimba à 4 baguettes" dist. IMD. Keiko Abe préface : « L’approche pédagogique de cette méthode de marimba est d’un grand intérêt pour l’étude de l’instrument. Il s’agit là d’un ouvrage d’une créativité certaine. »  Textes français / anglais / japonais.

## Discographie
- TBMT : 2 pianos / 2 percussions
- Entre deux mondes : Avec Ray Lema, Richard Galliano, François Leleux, Dominique Di Piazza, Daniel Goyone etc.
- L'Heure nuptiale : Pour les grandes orgues de la Madeleine à Paris
- DP4 : Avec le joueur de shakuhachi (flûte traditionnelle japonaise) Hozan Yamamoto
- Marimba night : Sur scène avec « l’Orchestre d'autre part. »
- Origine : trio deux marimbas et taiko
- Invité sur les Albums "Lueurs bleue" et "Il y a de l'Orange dans le bleu" de Daniel Goyone avec Trilok Gurtu, Louis Sclavis, etc.
- Dive into silence : Nippon Columbia, album, double CD 2014
- Dive into silence-Premium (Éclaircie) : Makino Shuppan/D-Project, single CD 2015
- Gunung Kawi: D-Project/Kodansha 2019. Album réservé exclusivement aux lecteurs du livre "La Science de la Composition" (voir livres), non disponible à la vente.
- La légende de la forêt : D-Project/Joy Foundation 2022 [9].

## Films
- Lost in Translation, réalisé par Sofia Coppola : dans le rôle du pianiste
- La Traversée, réalisé par Irène Tassembédo : compositeur

## Méthode DuBois
D'après son expérience dans le domaine de l'éducation, de la musique et des arts martiaux, Du Bois a inventé une méthode de management de carrière qui porte son nom, la Dubois Method. Cette méthode est employée pour la première fois à l'occasion du cours Personal Career Management qu'il donnait à l'université Keiō au Japon,, auquel de nombreuses personnalités dont Carlos Ghosn participèrent en tant qu'invités.
En 2003, Du Bois commence un séminaire intitulé Personal Career Design - Dubois Method au sein d'Academyhills, adaptant sa méthode aux personnes actives. Depuis 2005, il propose au travers de la compagnie D-Project des séminaires de Dubois Method.
La Dubois Method a pour objectif de développer les capacités créatives et énergétiques des entrepreneurs et des salariés, où le but est de trouver l'équilibre entre condition physique, condition mentale, intelligence et sensibilité.
Les séminaires de ''Dubois Method'' s'articulent autour de quatre étapes : le jeu, l'exercice physique (basé sur les arts martiaux chinois et la médecine traditionnelle chinoise), la discussion (dans un cadre contrôlé psychologiquement) et la musique (africaine).
Les livres de Du Bois traitent pour la plupart des applications de la Dubois Method dans la vie quotidienne.
Il rejoint en 2012 la prestigieuse école de commerce de Tokyo Attaquant  dont Ken'ichi Ōmae est le doyen, il y enseigne la Dubois Method.

## Arts martiaux
Du Bois est aussi un ardent pratiquant d'arts martiaux chinois. Il reçoit le titre de Premier successeur international des arts martiaux internes de Wudang Shan en 2009, à la suite de son entraînement en Chine dans les monts Wudang (2008-2009). Il crée la première école de kung-fu de Wudang à Tokyo. Aux quatrièmes championnats du monde de kung-fu (2010), l'équipe entraînée par Du Bois récolte une médaille d'or, une médaille d'argent et deux médailles de bronze. En 2012, il occupe le poste de Leader de la délégation japonaise (94 athlètes), et son équipe WIMA composée de six personnes remporte sept médailles de bronze.

## Journalisme
- Yomiuri Shimbun - 2003-2004 Editorialiste, responsable des cultures asiatiques au Yomiuri Weekly [23]
- Asahi Shimbun - 2005-2006 Editorialiste, spécialiste de la planification de carrière AERA English [24]
- Japan Times - 2007 Editorialiste, spécialiste de la planification de carrière [25]
- Nihon Keizai Shinbun - 2008-2009 Editorialiste Ecolomy[26]
- Asahi Shimbun - 2010-2011 Editorialiste Job Labo [27]
- Ie no Hikari - 2011-2012 Editorialiste [28]
- Nikkei Shimbun - 12 janvier, 2015. Critiques musicales sur le CD “Dive Into Silence”: “Un art ou le Japon, la France et la Chine se sont fondus dans un personnage"[29].
- YUHOBIKA 19 février, 2015. Édition spéciale consacrée "Dive Into Silence"[30] et ses effets (expliqués par Dr Nobuaki Shinohara). Un CD "dive into silence-Premium (Éclaircie)" enregistré spécialement est encarté.
- Adomachic Tengoku - 21 février, 2015. Diffusion en sujet principal les images de l'enregistrement de "Dive into silence"[31].

## Livres
- "Vous pouvez avoir une vie meilleure !" Éditions Mikasashobo (en japonais)  (ISBN 4837956688)
- "Comment obtenir le partenaire idéal" Éditions Graph-sha (en japonais)  (ISBN 4766209788)
- "Le livre pour se réformer" (DuBoisMethod) Éditions Wave publishing (en japonais), préfacé par Kenichiro Mogi, scientifique spécialiste du cerveau, et officiellement recommandé par Yoshito Hori, P.D.G.de Globis, directeur mondial des anciens élèves de Harvard Business School.  (ISBN 4872902769)
- "L'art du management de l'élite étrangère jamais transmis aux Japonais" Éditions Kodansha (en japonais), avec entre autres Carlos Ghosn comme invité.  (ISBN 4062820498)
- "La façon de penser de Dubois" Éditions Diamondsha (en japonais)  (ISBN 4478005958)
- "Ceux qui choisissent toujours le bon chemin" Éditions Seishunshuppan (en japonais)  (ISBN 4413036905)
- "La DuBois Method ou comment trouver votre talent caché qui changera votre destin" Éditions Magazine House (en japonais)  (ISBN 4838721676)
- "Les façons de penser, les points importants ou pas pour obtenir une vie riche" Éditions Diamondsha (en japonais)  (ISBN 4478014213)
- "Pour trouver les réponses à tes questions, commence par bouger ton corps !" Éditions Seishunshuppan (en japonais)  (ISBN 4413037952)
- "Les trésors de la vie que le Taichi m'a appris - 90 jours dans les monts Wudang" Éditions Kodansha (en japonais)   (ISBN 4062770644)
- "Un maître Français vous enseigne 49 points-clé pour exprimer sa sensibilité"  Éditions GyeMyeongSa (en coréen)  (ISBN 978-89-7256-105-7), 03320
- "La manière de penser - la manière de vivre : le grand spécialiste du management de carrière François Du Bois s'entretient avec des PDG de classe internationale" Éditions New World Press (en chinois)  (ISBN 978-7-5104-2549-3)
- "La Science de la Composition : Les théories et les règles pour faire naître la musique qui sommeille en vous" Ouvrage publié en japonais chez Kodansha (multiples éditions),  (ISBN 4065172829)
- "La science des instruments de musique" : Les structures et les mécaniques des instruments pour faire naître des sons élaborés" Ouvrage publié en japonais chez Kodansha (multiples éditions,  (ISBN 9784065264478)